# Spur (Texas)
Spur es una ciudad ubicada en el condado de Dickens en el estado estadounidense de Texas. En el Censo de 2010 tenía una población de 1318 habitantes y una densidad poblacional de 316,86 personas por km².

## Geografía
Spur se encuentra ubicada en las coordenadas 33°28′36″N 100°51′1″O / 33.47667, -100.85028. Según la Oficina del Censo de los Estados Unidos, Spur tiene una superficie total de 4.16 km², de la cual 4.16 km² corresponden a tierra firme y (0%) 0 km² es agua.

## Demografía
Según el censo de 2010, había 1318 personas residiendo en Spur. La densidad de población era de 316,86 hab./km². De los 1318 habitantes, Spur estaba compuesto por el 80.42% blancos, el 6.68% eran afroamericanos, el 1.59% eran amerindios, el 0.61% eran asiáticos, el 0% eran isleños del Pacífico, el 9.48% eran de otras razas y el 1.21% pertenecían a dos o más razas. Del total de la población el 39.38% eran hispanos o latinos de cualquier raza.